# Фатехи, Нора
Нора Фатехи (англ. Nora Fatehi; род. 6 февраля 1992, Торонто) — канадская актриса

, певица, танцовщица

 и фотомодель, проживающая в Индии. Снималась в фильмах на хинди, телугу и малаялам.

## Биография
Родилась в Торонто, училась сперва в средней школе родного города, затем в столице Индии городе Дели в Университете имени Джавахарлала Неру.

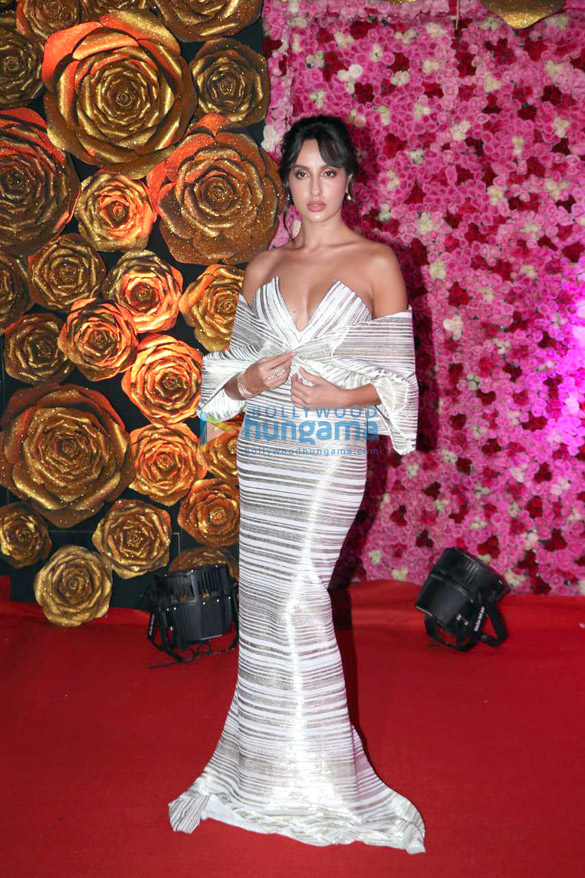
Фатехи в год своего триумфа

Дебютировала в качестве актрисы в 2014 году в фильме на хинди «Рев: Тигры Сундарбана».
Приобрела популярность во многом благодаря исполнению песен и танцев в фильмах на телугу «Темпер (фильм)», «Бахубали: Начало» и «Удар 2», а также в фильмах на малаялам, «Дабл Баррел» и «Каумкилан Кочунни».
В 2018 году в болливудском фильме «Satyameva Jayate» она исполнила песню «Dilbar», и песня начала бить многие рекорды, превысив 20 миллионов просмотров на YouTube за первые 24 часа после её выпуска, став первой песней на хинди, достигшей таких показателей в Индии. 6 марта 2021 года число просмотров песни превысило миллиард, на начало 2025 года — 1,3 млр.). Вместе с музыкантами марокканской группы «Fnaïre», исполняющей хип-хоп, она выпустила арабскую версию этой песни.
В 2019 году она сотрудничала с танзанийским музыкантом и автором песен Райванни, чтобы выпустить свою первую международную англоязычную песню «Pepeta», которая в итоге и близко не показала таких результатов, как «Dilbar»
С тех пор Фатехи играла второстепенные роли в фильмах на хинди и участвовала в нескольких телешоу.